# اوزی یو
اوزی یو (انگلیسی: Ozzie Yue؛ زادهٔ ۱۲ اوت ۱۹۴۷) یک هنرپیشه اهل بریتانیا است.

## فیلم‌شناسی

### سینما
- ۱۹۹۰ راهبه‌ها در فرار - Ernie Wong
- ۱۹۹۸ کارت‌پخش‌کن - Mr Tchai
- ۲۰۰۱ لارا کرافت: مهاجم مقبره - Aged Buddhist Monk
- ۲۰۰۳ Out for a Kill - Fang 'The Barber' Lee
- ۲۰۰۵ سیریانا - Chinese Oil Executive
- ۲۰۰۸ Act of Grace - Dai-Lo

### تلویزیون
- ۱۹۹۰ پوآرو
- ۲۰۱۲ دکتر هو'